# Korona świętego Wacława

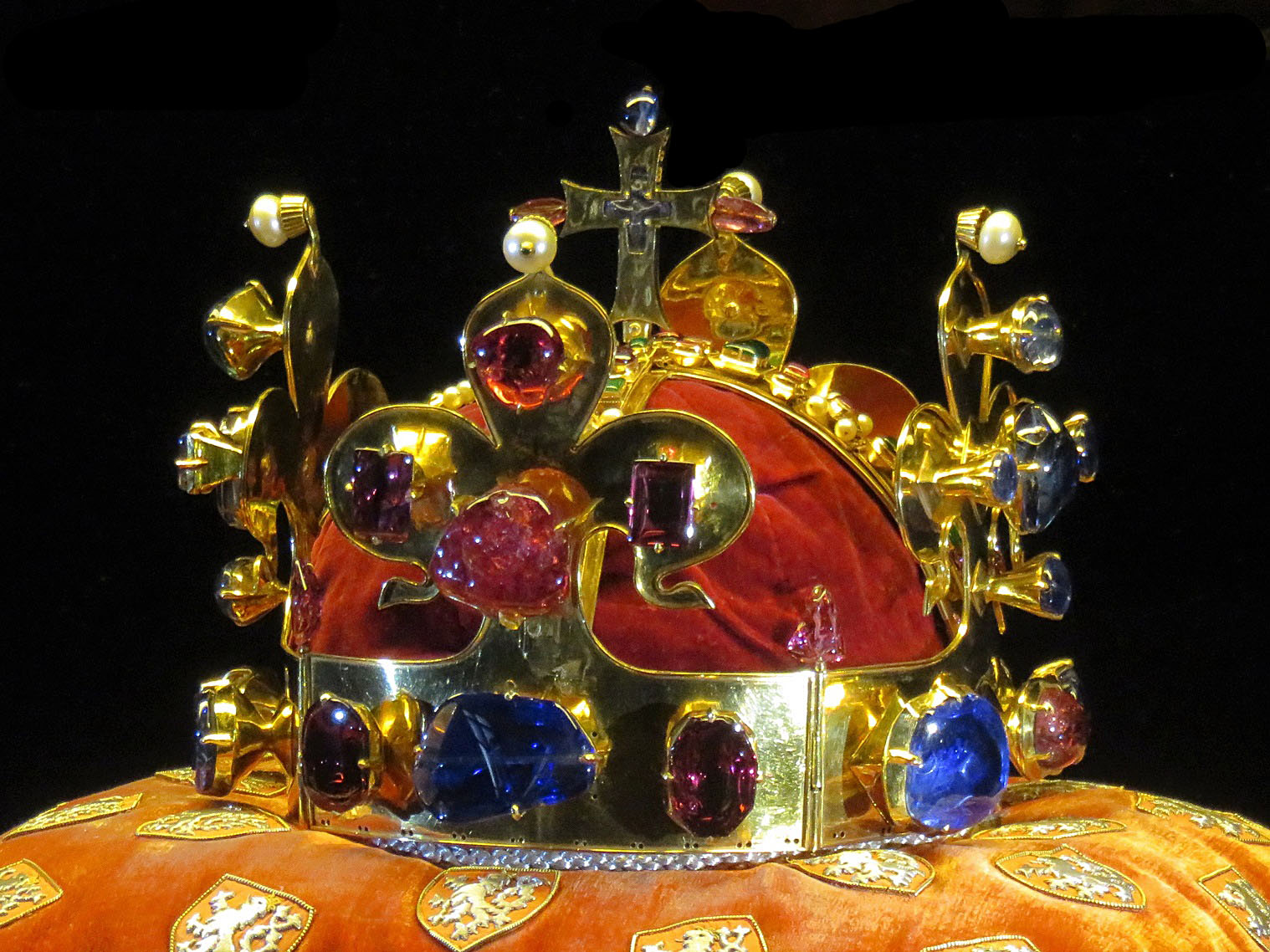
Oryginalna, gotycka korona św. Wacława

Korona św. Wacława lub korona świętowacławska (cz. Svatováclavská koruna, Koruna sv. Václava) – insygnium koronacyjne, korona władców Czech od 1347 do 1836 roku. Relikwia narodowa, symbol państwowości i suwerenności Czech. Przechowywana w katedrze Świętych Wita, Wacława i Wojciecha w Pradze.

## Historia
Korona świętego Wacława powstała ok. 1347 roku na koronację Karola IV Luksemburskiego i swoją nazwą nawiązuje do tradycji księcia Czech i męczennika, św. Wacława, który był patronem króla.
Po swojej intronizacji Karol IV nakazał umieścić ją w relikwiarzu św. Wacława, na głowie świętego. Jedyną osobą uprawnioną do jej zdjęcia był król, i to wyłącznie na czas ceremonii swej koronacji, po której – jeszcze tego samego dnia – miał on ją zwrócić na miejsce. Potwierdziła to bulla Klemensa IV z 1347, która groziła klątwą każdemu, kto sobie ten klejnot przywłaszczy.
Następcy cesarza nie uszanowali jednak jego woli. W 1420 roku Zygmunt Luksemburski wywiózł ją z Czech, aby nie dopuścić do ewentualnego przejęcia jej przez husytów. Gdy zwrócił koronę w 1436 roku oddał ją na przechowanie do zamku Karlštejn pod Pragą, gdzie była przechowywana do XVII wieku. W 1619 roku przed koronacją Fryderyka Wittelsbacha została zwrócona do praskiej katedry, jednak już w 1631 została ponownie wywieziona. Najpierw do Budziejowic, a później do Wiednia, gdzie pozostawała z przerwami do 1791 roku. Od 1792 roku decyzją cesarza Leopolda II umieszczono ją w specjalnej komnacie nad kaplicą św. Wacława w katedrze praskiej.
W 1866 roku korona świętego Wacława i czeskie regalia królewskie na czas wojny prusko-austriackiej zostały ukryte w Wiedniu. Po jej zakończeniu powróciły do Pragi i były kilkakrotnie wystawiane na widok publiczny podczas uroczystości państwowych (m.in. podczas pogrzebu cesarza Ferdynanda I w 1875 roku).
Po I wojnie światowej po raz pierwszy pokazano je publicznie w 1929 roku. W 1938 roku postanowiono je ukryć przed ewentualną możliwością kradzieży regaliów przez Niemców.
Koronę świętego Wacława i inne insygnia królewskie zdeponowano w banku w Zlinie. Kilka miesięcy później powróciły one jednak powtórnie do Pragi. W okresie Protektoratu Czech i Moraw nie zostały wywiezione do Rzeszy Niemieckiej, chociaż zostały w 1944 roku przejęte przez Niemców, wyjęte z kaplicy św. Wacława i umieszczone na zamku królewskim na Hradczanach.
Po 1945 roku ponownie umieszczono je w pomieszczeniu nad kaplicą św. Wacława w katedrze św. Wita w Pradze. Z uwagi na znaczenie korony świętego Wacława jako narodowego symbolu, jest ona eksponowana niezwykle rzadko, zwykle raz na pięć lat z okazji uroczystości zaprzysiężenia prezydenta Czech. Tylko on, przy szczególnie ważnych okazjach wagi państwowej, może podjąć decyzję o wystawieniu insygniów koronacyjnych, i to tylko na zamku. Korona ostatni raz prezentowana była publicznie w styczniu 2018 roku.
W 1941 roku Niemcy dokonali włamania do skarbca katedralnego. W czasie wizyty w kaplicy św. Wacława dygnitarzy niemieckich otworzono komnatę z regaliami za pomocą dorobionych wytrychów. Według legendy obecny przy tym incydencie Reinhard Heydrich miał założyć sobie oraz swojemu synowi na głowę koronę świętego Wacława, łamiąc papieską klątwę, która ziściła się rok później wraz z jego nagłą śmiercią w zamachu. Jego syn Klaus zmarł rok później.

## Opis
Gotyckie insygnium wykonane na wzór francuskiej korony św. Ludwika złożone jest z czterech złotych segmentów zwieńczonych liliami heraldycznymi. Każdy element korony wysadzany jest kamieniami szlachetnymi o szlifie kaboszonowym: szafirami, spinelami oraz szmaragdami. Dodatkową dekorację stanowią perły, a także 250-karatowy rubin uważany za jeden z największych na świecie. Koronę zamykają dwa kabłąki, na których przecięciu umieszczono ozdobiony kamieniami szlachetnymi złoty krzyżyk, w którym na krawędziach bocznych znajduje się napisana gotycką majuskułą łacińska inskrypcja, Hic est spina de corona Domini. Wewnątrz niego w specjalnie dopasowanym otworze mieści się mniejszy, wykonany z szafiru krzyżyk z reliefowym przedstawieniem Chrystusa na powierzchni. Wewnątrz niego znajduje się sprowadzony z Paryża cierń z korony Chrystusa.

## Władcy Czech koronowani koroną świętego Wacława
- 1347: Karol IV Luksemburski
- 1363: Wacław IV Luksemburski
- 1420: Zygmunt Luksemburski
- 1438: Albrecht II Habsburg
- 1453: Władysław Pogrobowiec
- 1458: Jerzy z Podiebradów
- 1471: Władysław II Jagiellończyk
- 1509: Ludwik II Jagiellończyk
- 1527: Ferdynand I Habsburg
- 1562: Maksymilian II Habsburg
- 1575: Rudolf II Habsburg
- 1611: Maciej Habsburg
- 1617: Ferdynand II Habsburg
- 1619: Fryderyk Palatyński
- 1627: Ferdynand III Habsburg
- 1646: Ferdynand IV Habsburg
- 1656: Leopold I Habsburg
- 1723: Karol VI Habsburg
- 1743: Maria Teresa Habsburg
- 1791: Leopold II Habsburg
- 1792: Franciszek II Habsburg
- 1836: Ferdynand I Habsburg